# Hoffmannia uniflora
Hoffmannia uniflora är en måreväxtart som beskrevs av Paul Carpenter Standley. Hoffmannia uniflora ingår i släktet Hoffmannia och familjen måreväxter. Inga underarter finns listade i Catalogue of Life.